# Dick van Burik
Dick van Burik (Utrecht, Países Bajos, 29 de noviembre de 1973) es un exfutbolista neerlandés que se desempeñaba en la posición de Defensa.
Jugó para diversos clubes holandeses, Van Burik destacó por ser durante 10 años ininterrumpidos jugador del Hertha BSC, siendo titular hasta el momento de su retiro.
Entre 2009 y 2010 trabajo de segundo entrenador junto a Jan Everse y Ron Jans en el SC Heerenveen de Holanda. 

## Clubes
| Club       | País         | Año       | Partidos | Goles |
| ---------- | ------------ | --------- | -------- | ----- |
| AFC Ajax   | Países Bajos | 1992-1993 | 3        | 0     |
| NAC Breda  | Países Bajos | 1993-1996 | 39       | 1     |
| FC Utrecht | Países Bajos | 1996-1997 | 24       | 3     |
| Hertha BSC | Alemania     | 1997-2007 | 298      | 8     |

- Datos: Q705931